# لمور موشی سامبیرانو
 لمور موشی سامبیرانو (نام علمی: Microcebus sambiranensis) نام یک گونه از سرده لمورهای موشی است.